# William Bengen
William P. Bengen (født 1947) er en pensioneret amerikansk finansrådgiver, der var den første til at formulere 4%-reglen som en tommelfingerregel for, hvor meget der kan trækkes ud af ens investeringer årligt som pensionist uden at den samlede investeringsportefølje bliver mindre; den kendste også som "Bengen rule". Reglen blev senere populariseret af Trinitystudiet (1998), der er baseret på samme data og en lignende analyse. Bengen kaldte senere raten for SAFEMAX-raten, for "the maximum 'safe' historical withdrawal rate" (maksimal 'sikker' historisk tilbagtræknings-rate), og senere ændrede den til 4,5% hvor det er skattefrit og 4,1% hvis der betales skat. I miljøer med lav inflation kan raten være endnu højere.